# Elsa Kidson
Elsa Beatrice Kidson (* 18. März 1905 in Christchurch; † 25. Juli 1979 in Nelson) war eine neuseeländische Chemikerin und Bildhauerin. Sie war 1943 die erste Frau am New Zealand Institute of Chemistry und wurde 1944 als erste neuseeländische Frau zum Fellow des Royal Institute of Chemistry gewählt. Sie war international anerkannt für die Erforschung des Magnesiummangels in Äpfeln, des Vitamin-C-Gehalts von Zitrusfrüchten und des Zusammenhangs zwischen Mineralstoffen und Ernährungskrankheiten in Tomaten.

## Leben und Werk

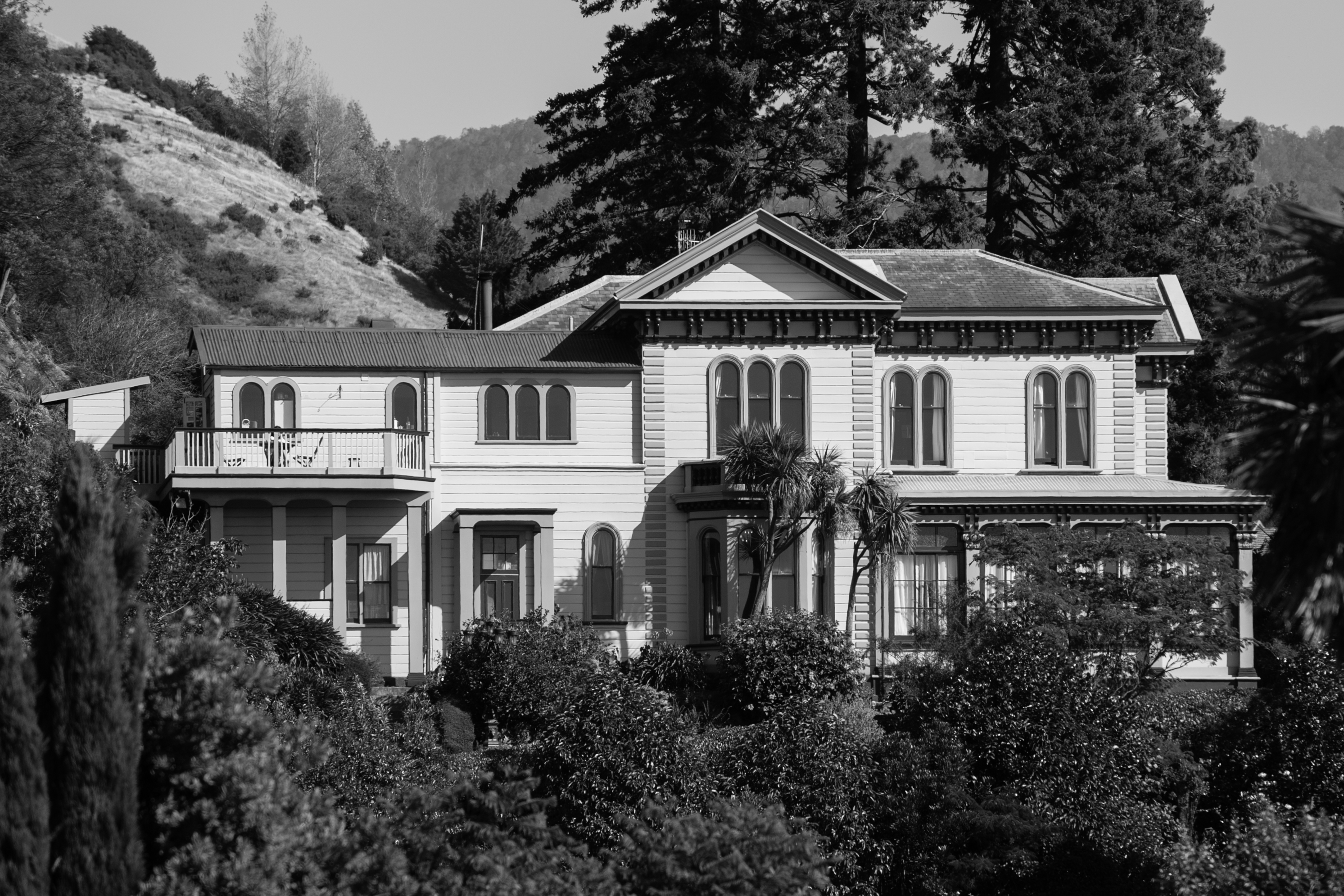
Fellworth House in Nelson, welches von 1920 bis 1970 der Sitz des Cawthron Institutes war

Kidson war die Tochter der Lehrerin Kitty Esther Hounsell und des Bildhauers Charles Kidson, der an der Canterbury College School of Art lehrte. Als ihr Vater 1908 starb, zog ihre Mutter mit ihr und ihren drei Brüdern nach Nelson zu ihrem Großvater väterlicherseits. Kidson besuchte die Nelson Girls Central School und ab 1918 das Nelson College for Girls. Mit einem Junior-Stipendium begann sie 1923 ein Studium am Canterbury College. Dort erhielt sie das Sir-George-Gray-Stipendium und den Haydon-Preis für Chemie. 1927 schloss sie ihr Studium der organischen Chemie mit einem Master of Science mit Auszeichnung ab. 
Nachdem sie zwei Jahre lang als Demonstratorin für Chemie am Canterbury College gearbeitet hatte, arbeitete sie eine Zeit lang für die New Zealand Refrigerating Company in Islington bei Christchurch. 1931 trat sie in das Department of Scientific and Industrial Research (DSIR) ein und wurde an das Soil Survey, das damals Teil der Geological Survey Branch war, abgeordnet. Sie forschte 34 Jahre lang am Cawthron-Institut in Nelson, wo sie als Chemikerin an einer Untersuchung der vulkanischen Böden der zentralen Nordinsel beteiligt war. Sie perfektionierte in Zusammenarbeit mit H. O. Askew und Joseph Keith Dixon hochempfindliche Methoden zur Bestimmung von Spurenmengen von Kobalt in Böden und Pflanzen.
Sie wurde weltweit führend in der Erforschung des Magnesiummangels in Äpfeln und führte umfangreiche Arbeiten zum Vitamin-C-Gehalt von Früchten, zum Zusammenhang zwischen Kalziummangel und der Krankheit Bitterkeit bei Äpfeln sowie zum Zusammenhang zwischen Mineralstoffen und Ernährungskrankheiten bei Tomaten durch. Ihre Forschung war von grundlegender Bedeutung für den Gartenbau und insbesondere für die Obstanbauregion Nelson. Sie stellte die Bedeutung von Spurenelementen in Böden fest und entdeckte den Zusammenhang zwischen Kobaltmangel in Vulkangebieten auf der Nordinsel und Teilen von Nelson und Southland und der Auszehrungskrankheit bei Schafen und Rindern in diesen Gebieten.
Kidson veröffentlichte mehr als 44 wissenschaftlichen Arbeiten und 1952 verlieh ihr die University of New Zealand den Grad eines DSc in Anerkennung ihrer Arbeit. Von 1937 bis 1954 arbeitete sie an Forschungsstationen in Großbritannien und erhielt 1952 ein Reisestipendium für eine Studienreise durch die Vereinigten Staaten.
Nachdem Kidson 1965 in den Ruhestand getreten war, studierte sie Bildhauerei an der Wimbledon School of Art in London und wurde nach ihrer Rückkehr nach Neuseeland Keramikerin und Bildhauerin. Sie war Präsidentin von Nelsons Film- und Fotogesellschaften, der Nelson-Zweigstelle der New Zealand Federation of University Women und der Nelson-Zweigstelle der Royal Society of New Zealand.
Kidson starb 1979 im Alter von 74 Jahren in ihrem Haus in Nelson.

## Ehrungen (Auswahl)
- 1943: als erste Frau Fellow des New Zealand Institute of Chemistry
- 1944: als erste neuseeländische Frau Fellow des Royal Institute of Chemistry
- 1963: Stipendium der Royal Society Te Apārangi
- 2017: 150 Women in 150 Words der Royal Society Te Apārangi[3]

## Veröffentlichungen (Auswahl)
- mit T. Rigg, Henry Oscar Askew: Occurrence of Cyanogenetic Glucosides in Nelson Pasture Plants. Cawthron Institute, 1933.
- Vitamin C content of different tomato varieties grown in the Nelson District. Cawthron Institute; New Zealand; Department of Scientific and Industrial Research, 1944.
- The vitamin C content of Nelson apples. Cawthron Institute; New Zealand; Department of Scientific and Industrial Research, 1944.